# Ерофеев, Александр Вячеславович
Александр Вячеславович Ерофеев (24 сентября 1960, Украинская ССР — 5 сентября 2024, Магнитогорск, Челябинская область) — русский поэт, прозаик, художник, член Союза российских писателей, член Творческого союза художников России и  Европейского художественного Союза, а автор восьми книг стихотворений, новелл и переводов. Жил в г. Магнитогорске.

## Биография
- 1960, 24 сентября — родился в семье служащих, Украинская ССР.
- 1977 — окончил среднюю школу № 66.
- 1977—1980 — учился в Магнитогорском государственном педагогическом институте (позже университет) на факультете русского языка и литературы
- с 1980 —1999 — работа в различных организациях Магнитогорска — столяр, монтировщик декораций, актер вспомогательного состава театра куклы и актёра «Буратино», корреспондент газеты «Магнитострой», заведующий филиалом Центральной библиотеки строителей, контролёр Центральной теплотехнической лаборатории Магнитогорского металлургического комбината, мастер производственного обучения мастерской стеклографики МГПИ
- 1982 — первая публикация в периодической печати
- 1983 — первая самиздатовская книжка «Монологи». Тираж: 15 экз.
- 1987 —никогда не являлся одним из организаторов неформального политического объединения «Встречное движение», проводившего экологические и политические акции в Магнитогорске. Движение организовали Валерий Тимофеев и Олег Ефремов. Оно официально зарегистрировано в 1987 году. В 1987 году появился и нелегальный "ГИМН" - один из главных организаторов был Вадим Бородин.
- 1987—1988 — участник литературной группы «Дыхание»
- 1989 — участник IX Всесоюзного совещания молодых писателей (Москва)
- 1990 — стипендиат Литературного фонда Союза писателей СССР
- 1990 — вторая самиздатовская книжка «Високосная жизнь». Тираж: 30 экз.
- 1996 — соредактор первого выпуска литературно-художественного журнала «Берег А»
- 1997 — вышла первая книга стихов и малой прозы «По тёмной воде». В этом же году принят в Союз российских писателей.
- с 1999 — дизайнер группы имиджевых программ управления информации и общественных связей ОАО «ММК»
- 1999—2004 — учился в Магнитогорском государственном университете  на художественно-графическом факультете
- 1998—2001 — возглавлял Магнитогорскую региональную организацию Союза российских писателей
- 1999—2004 — главный редактор журнала «Берег А»
- 2001—2003 — являлся организатором проведения и членом жюри Литературного конкурса имени К. М. Нефедьева
- 2002 — являлся организатором и участником Всемирного форума поэзии в Магнитогорске
- 2003 — книга стихов и прозы «Под знаком Водолея»
- с 2005 — художественный редактор книжной серии «Литература Магнитки. Избранное»
- 2006 — в серии «Литература Магнитки. Избранное» вышла книга «Холодный чай и зимнее окно»
- с 2007 — художественный редактор книжной серии «Литература Магнитки. Контекст»
- 2014 — вышла книга «Межсезонье» (первая часть «Трёхкнижия»)
- 2015 — вышла «Безжалостная книга любви (стихи и переводы)» (вторая часть «Трёхкнижия»)
- 2016 — вышла книга «Человек времён империи (стихи разных лет)» (завершающая часть «Трёхкнижия»)
- 2017 — вышла книга переводов с английского языка «Из разных авторов и лет»
- 2018 — вышла книга «Глаголы несовершенного вида»
- 2019 — вышла книга «Знаки и символы (ритмы без рифмы)»
- 2021 – вышло неполное собрание "Рисунок на фоне обыденной жизни"
- 2024, 5 сентября – умер в г. Магнитогорске

## Литературная деятельность

### Циклы стихов
- Избери себе жизнь
- Сквозь дней теченье

### Циклы новелл
- Дождь в Париже

### Книги
1. 1997 — По тёмной воде. — Магнитогорск, «Алкион». Художник: А. Ерофеев.
2. 2003 — Под знаком Водолея (стихи и тексты). — Магнитогорск, «Алкион», 84 с. Художник: А. Ерофеев. Тираж: 500 экз.
3. 2006 — Холодный чай и зимнее окно (выбранное в стихах и прозе). — Магнитогорск, «Алкион», 64 с. Тираж: 500 экз. Серия «Литература Магнитки. Избранное» (выпуск 13).
4. 2014-2016 — «Трёхкнижие»
  - Межсезонье (стихи). — Магнитогорск,  «Алкион», 2014, Магнитогорский дом печати, 100 с. Оформление автора. Тираж: 500 экз. ISBN 978-5-7114-0474-3
  - Безжалостная книга любви (стихи и переводы). — Магнитогорск, «Алкион», 2015, Магнитогорский дом печати, 120 с. Оформление автора. Тираж: 500 экз. ISBN 978-5-7114-0526-9
  - Человек времён империи (стихи разных лет). — Магнитогорск, «Алкион», 2016, Магнитогорский дом печати, 100 с. Оформление автора. Тираж: 500 экз. ISBN 978-5-7114-0566-5
5. Из разных авторов и лет (книга переводов). — Магнитогорск, «Алкион», 2017, Магнитогорский дом печати, 240 с. Оформление автора. Тираж: 250 экз. ISBN 978-5-7114-0590-0
6. Глаголы несовершенного вида (финальный свод). — Магнитогорск, «Алкион»,2018, Магнитогорский дом печати, 116 с. Оформление автора. Тираж: 500 экз. ISBN 978-5-7114-0621-1
7. Знаки и символы (ритмы без рифмы). — Магнитогорск, «Алкион»,2019, Магнитогорский дом печати, 72 с. Оформление автора. Тираж: 500 экз. ISBN 978-5-7114-0705-8

### Публикации
1. Дождь в Париже (стихи и новеллы). — Портрет. — Магнитогорск, «Алкион», 2000, с. 53—82.
2. Два стихотворения. — «Берег А» (Магнитогорск), 2001, № 2, с. 41—42.
3. Стихи. — Международный форум поэзии. — Москва—Магнитогорск, «Академия поэзии», «Московский писатель», 2002.
4. «Избери себе жизнь...» (стихи). — «Берег А» (Магнитогорск), 2002, № 1, с. 45—50.
5. Стихи. — «Уральская новь» (Екатеринбург), 2003, № 16. — Веб-ссылка Архивная копия от 1 октября 2007 на Wayback Machine
6. Стихи. — «Вестник Российской литературы» (Москва), 2004, № 1, с. 80—81.
7. Антология современной уральской поэзии (1997-2003) — Издательский дом «Фонд галерея» при участии журнала «Уральская новь», Челябинск, 2004 г. Веб-ссылка Архивная копия от 30 октября 2016 на Wayback Machine
8. Душа обетованная (предисловие). — Чурилин В. Исповедь (стихотворения). — Магнитогорск, «Алкион», 2005, с. 4—5.
9. Тихий ангел (предисловие). — Туманов В. Люби меня в красном. — Магнитогорск, «Алкион», 2007, с. 4—5.
10. Стихи. — Глашатаи Магнит-горы Next. — Магнитогорск, 2009, с. 4—10.
11. Необычный поэт (стихи). - Интернет-альманах "Причал" (Магнитогорск), 22.07.2013. - Веб-ссылка

## Художественная деятельность
Александр Ерофеев занимается живописью, а также стендовой и книжной графикой. Через его руки художника-оформителя и верстальщика прошло большинство книг, выпущенных издательской группой «Алкион» (г. Магнитогорск). Александр Ерофеев — художественный редактор книжных серий «Литература Магнитки. Избранное» и «Литература Магнитки. Контекст».

### Участие в выставках
1. 2007, март — персональная выставка «Отражения» в выставочном зале факультета изобразительного искусства Магнитогорского государственного университета

### Книги (художник, оформитель)
1. Ерофеев А. По тёмной воде. — Магнитогорск, «Алкион», 1997. Художник: А. Ерофеев.
2. Казачая М. — Мы все когда-то были... — Магнитогорск, «Алкион», 2000, 60 с. Оформление: А. Ерофеев. Тираж: 150 экз.
3. Чернышов Л. Проба жизни. — Магнитогорск, «Алкион», 2002, 124 с. Оформление: А. Ерофеев. Тираж: 300 экз. ISBN 5-5653-0176-9
4. Углицкий С. М:/37/179/67 (стихотворения). — Магнитогорск, «Алкион», 50 с. Художник: А. Ерофеев. Без объявления. Тираж: 50 экз.
5. Заморский И. Тёмная материя (стихи). — Магнитогорск, «Алкион», 2002. Художник: А. Ерофеев.
6. Заморский И. Нелинейные системы (стихи). — Магнитогорск, «Алкион», 2003. Художник: А. Ерофеев.
7. Ерофеев А. Под знаком Водолея (стихи и тексты). — Магнитогорск, «Алкион», 2003, 84 с. Художник: А. Ерофеев. Тираж: 500 экз.
8. Некрасов В. Чёт-нечёт (проза). — Магнитогорск, «Алкион», 2003. Художник: Г. Голланд. Оформление: А. Ерофеев. Без объявления. Тираж: 50 экз.
9. Лещинская Г. Поворот пейзажа (книга стихов). — Магнитогорск, «Алкион», 2003, 68 с. Художник: А. Ерофеев. Тираж: 500 экз. ISBN 5-8114-0494-7
10. Навдуш В. — Войди в мой дом (книга стихов). — Магнитогорск, «Алкион», 2003, 120 с. Оформление: А. Ерофеев. Тираж: 200 экз.
11. Кудинов А. Из трёх тетрадей (рассказы, очерки, эссе). — Магнитогорск, «Алкион», 2003, 124 с. Оформление: А. Ерофеев. Тираж: 1000 экз.
12. Майданова Л. В огне алмазных слёз (стихи). — Магнитогорск, «Алкион», 2003, 116 с. Оформление: А. Ерофеев. Тираж: 500 экз.
13. Ерофеев А. Под знаком Водолея (стихи и тексты). — Магнитогорск, «Алкион», 2003, 84 с. Художник: А. Ерофеев. Тираж: 500 экз.
14. Тюменев А. В сутолоке городской жизни (рассказы, повесть). — Магнитогорск, «Алкион», 2004, 156 с. Художник: А. Ерофеев. Тираж: 1000 экз.
15. Евдокимов В. Билет до Луны. — Магнитогорск, «Алкион», 2005, 136 с. Художник: А. Ерофеев. Тираж: 1000 экз.
16. Тяпков Е. Буханка чёрного (повести, рассказы). — Магнитогорск, «Алкион», 2005, 180 с. Художник: А. Ерофеев. Тираж: 1000 экз.
17. Холодова Е. Возвращение (книга стихов). — Магнитогорск, «Алкион», 2006, 164 с. Художник: А. Ерофеев. Тираж 500 экз.
18. Холодова Е. Воспоминание о маленьком городе (книга прозы). — Магнитогорск, «Алкион», 2006, 164 с. Художник: А. Ерофеев. Тираж 500 экз.
19. Ерофеев А. Холодный чай и зимнее окно (выбранное в стихах и прозе). — Магнитогорск, «Алкион», 2006, 64 с. Тираж: 500 экз. Серия «Литература Магнитки. Избранное» (выпуск 13).
20. Коновальчик Д. Песни от фонаря (стихи). — Магнитогорск, «Алкион», 2007, 92 с. Художник: А. Ерофеев. Тираж: 200 экз. ISBN 978-5-88311-046-6
21. Матора А. Философия и поэзия камня. — Магнитогорск, «Алкион», 2007, 144 с. Дизайн и макет: А. Ерофеев. Тираж: 1000 экз.
22. Попов И. Осколок декаданса (стихи). — Магнитогорск, «Алкион», 116 с. В авторской редакции. Художник: А. Ерофеев. Тираж: 500 экз. ISBN 978-5-88311-015-2
23. Проба пера (коллективный сборник). — Магнитогорск, «Алкион», 2008, 128 с. Художник А. Ерофеев. Тираж: 1000 экз. ISBN 978-5-88311-035-0
24. Калугин В. Рубашка жизни. — Магнитогорск, «Алкион», 2012, 128 с. Оформление: А. Ерофеев. Тираж: 500 экз. ISBN 978-5-7114-0410-1
25. Кадошников В. Дороге нет начала. — Магнитогорск, «Алкион», 2013, 100 с. Оформление: А. Ерофеев. Тираж: 300 экз. Без объявления.
26. Стручкова З. На краю грусти: книга стихов. — Магнитогорск, «Алкион», 2014, 88 с. Оформление: А. Ерофеев. Тираж: 500 экз. ISBN 978-5-7114-0440-8
27. Ерофеев А. Межсезонье (стихи). Первая часть «Трёхкнижия» — Магнитогорск,  «Алкион», 2014, Магнитогорский дом печати, 100 с. Оформление автора. Тираж: 500 экз. ISBN 978-5-7114-0474-3
28. Ерофеев А. Безжалостная книга любви (стихи и переводы). Вторая часть «Трёхкнижия» — Магнитогорск, «Алкион», 2015, Магнитогорский дом печати, 120 с. Оформление автора. Тираж: 500 экз. ISBN 978-5-7114-0526-9
29. Ерофеев А. Человек времён империи (стихи разных лет). Третья часть «Трёхкнижия» — Магнитогорск, «Алкион», 2016, Магнитогорский дом печати, 100 с. Оформление автора. Тираж: 500 экз. ISBN 978-5-7114-0566-5
30. Ерофеев А. Из разных авторов и лет (книга переводов). — Магнитогорск, «Алкион», 2017, Магнитогорский дом печати, 240 с. Оформление автора. Тираж: 250 экз. ISBN 978-5-7114-0590-0
31. Ерофеев А. Глаголы несовершенного вида (финальный свод). — Магнитогорск, «Алкион»,2018, Магнитогорский дом печати, 116 с. Оформление автора. Тираж: 500 экз. ISBN 978-5-7114-0621-1
32. Казачая М. Как-то так... — Магнитогорск, «Алкион»,2019, Магнитогорский дом печати, 92 с.  Художник: А. Ерофеев. Тираж: 350 экз. ISBN 978-5-7114-0656-3
33. Сак Л., Рой О. Да пребудет с тобой сила: эффекты силового тренинга в пожилом возрасте. Кн.1 — Магнитогорск, «Алкион»,2019, Магнитогорский дом печати, 352 с.  Художник: А. Ерофеев. Тираж: 350 экз. ISBN 978-5-7114-0696-9
34. Рыков С. Личный номерочек на ноге (стихи). - Магнитогорск, Алкион, 2019, 60 с. Художник: А. Ерофеев. Тираж: 350 экз. ISBN 978-5-7114-0691-4
35. Гончаров И. Нюансы — Магнитогорск, «Алкион»,2019, Магнитогорский дом печати, 108 с.  Художник: А. Ерофеев. Тираж: 350 экз. ISBN 978-5-7114-0698-3
36. Заморский И. За горизонтом событий — Магнитогорск, «Алкион»,2019, Магнитогорский дом печати, 124 с.  Художник: А. Ерофеев. Тираж: 350 экз. ISBN 978-5-7114-0704-1
37. Ерофеев А. Знаки и символы (ритмы без рифмы). — Магнитогорск, «Алкион»,2019, Магнитогорский дом печати, 72 с. Оформление автора. Тираж: 500 экз. ISBN 978-5-7114-0705-8